# Monts Chic-Chocs
Die Monts Chic-Chocs (französisch) bilden einen Gebirgszug auf der Gaspésie-Halbinsel in der kanadischen Provinz Québec.
Sie bilden den höchsten Teil der Monts Notre-Dame, einem nördlichen Ausläufer der Appalachen. Sie erstrecken sich über eine Länge von 95 km. Der Gebirgszug hat eine Breite von 10 km. Er befindet sich 20 bis 40 km südlich des Ästuars des Sankt-Lorenz-Stroms. Der höchste Gipfel der Bergkette ist der Mont Jacques-Cartier mit einer Höhe von 1268 m.
Weitere markante Gipfel sind Mont de la Table (1180 m) und Mont Albert (1151 m). Der Parc national de la Gaspésie erstreckt sich über den höchsten Teil der Mont Chic-Chocs.